# Граждански съюз
Гражданският съюз е законов институт, подобен на брака.
В някои държавие от него могат да се възползват и еднополови двойки като алтернатива на еднополовия брак.

## Обхват
Характеристиките на гражданския съюз варират във всяко отделно законодателство. Някъде той предоставя почти идентични права и задължения като тези на брака, но без право на осиновяване и на общо фамилно име. Другаде правата, произтичащи от гражданския съюз, са по-ограничени. На места те са сведени до възможността двойката официално да се заяви като такава и да се впише в специален регистър. Последната разновидност най-често се нарича съвместно съжителство.

## Права
Основни права, предоставяни от гражданския съюз, са:
- право на болнични посещения на партньора
- право на решение за медицински интервенции спрямо партньора
- право на предявяване на граждански искове за увреждане или смърт на партньора
- право на социални осигуровки, право на обезщетения при смърт на партньора
- право на здравна застраховка и застраховка живот от и за партньора
- право на прехвърляне на имущество между партньори, без да се плаща данък
- право на обща собственост
- съвместни родителски права и задължения спрямо децата – на издръжка, на училищен контрол и пр.
- право на законно пребиваване в страната на партньора
- право на семейни намаления за клубни и организационни такси, промоционални цени на стоки и др.

## Признаване
Понастоящем гражданските съюзи са възприети в следните държави:
- Дания – 1989 г.
- Норвегия – 1993 г.
- Швеция – 1995 г.
- Гренландия, Унгария, Исландия – 1996 г.
- Холандия – 1998 г.
- Франция, Южна Африка – 1999 г.
- Белгия, Канада (федерално) – 2000 г.
- Германия, Португалия – 2001 г.
- Финландия, Лихтенщайн – 2002 г.
- Австрия, Хърватия – 2003 г.
- Израел, Швейцария, Люксембург – 2004 г.
- Нова Зеландия, Великобритания, Андора – 2005 г.

На местно равнище граждански съюзи са признати в райони на:
- Аржентина (Буенос Айрес, Рио Негро) – 2003 г.
- Австралия (Тасмания) – 2004 г.
- Испания (Каталония) – 1998 г.
- Италия (Тоскана, Умбрия, Емилия Романа) – 2004 г.
- Бразилия (Рио Гранди до Сул) – 2004 г.
- САЩ (Върмонт, Ню Джърси, Калифорния, Мейн, Хаваи, Дистрикт Колумбия)

Към момента текат разисквания относно приемането на граждански съюзи в Ирландия, Полша, Гърция, Словения, Румъния, Чехия, Тайван и щата Кънектикът (САЩ).